# Марія Терезія Ліхтенштейнська (1908–1973)
Марія Терезія Ліхтенштейнська, повне ім'я Марія Терезія Генрієтта Алоїзія Альфреда Франциска Йозефа Юлія Адельгейд Маргарита Аннунціата Єлизавета Ігнатія Бенедикта фон унд цу Ліхтенштейн (нім. Marie Therese Henriette Aloisia Alfreda Franziska Josepha Julie Adelheid Margarete Annunziata Elisabeth Ignatia Benedikta von und zu Liechtenstein), (нар. 14 січня 1908 — пом. 30 вересня 1973) — принцеса фон унд цу Ліхтенштейн, донька принца Алоїза Ліхтенштейнського та ерцгерцогині Австрійської Єлизавети Амалії, дружина графа Артура Штрахвіц фон Ґросс-Заухе унд Камінец.

## Біографія
Марія Терезія народилась 14 січня 1908 року у Відні. Вона була другою дитиною та другою донькою в родині ліхтенштейнського принца Алоїза та його дружини Єлизавети Амалії Австрійської. Мала старшого брата Франца Йозефа. Згодом в родині з'явилися молодші діти: Карл Альфред, Георг, Ульріх, Марія Генрієтта, Алоїз та Генріх. Ліхтенштейном в цей час правив їхній двоюрідний дід з батьківського боку Йоганн II. Двоюрідний дід з боку матері, Франц Йосиф I, стояв на чолі Австро-Угорської імперії.
У рік народження Марії Терезії батько зробив резиденцією сім'ї замок у Ґросс-Улленсдорфі у Східних Судетах в чеській частині Австро-Угорщини. У 1923 році він став спадкоємцем престолу Ліхтенштейну, однак відмовився на користь Франца Йозефа. У 1938 році старший брат Марії Терезії став правлячим князем Ліхтенштейну.
У віці 36 років принцеса взяла шлюб із 38-річним графом Штрахвіц фон Ґросс-Заухе унд Камінец Артуром. Наречений мав родинні зв'язки з родом фон Крой та, зокрема, з Ізабеллою Австро-Тешенською, а також доводився правнуком шотландцю Джону Бейлдону, піонеру металургійної справи в Європі. Весілля пройшло 12 лютого 1944 року у Відні. За дев'ять місяців у Цюриху Марія Терезія народила первістка. Їхній другий син з'явився на світ у Берні. Всього у подружжя було троє дітей.
Померла Марія Терезія у віці 65 років на Мадейрі. Похована у мавзолеї на цвинтарі Гітцінгу у Відні.

## Родина
Чоловік — Артур Штрахвіц фон Ґросс-Заухе унд Камінец
Діти:
- Антоній (нар. 1944) — неодружений, дітей не має;
- Станіслав (нар. 1946) — одружений з Євою Каттнер, має трьох доньок;
- Стефанія (нар. 1948) — дружина Гвідо Ніколауса Шмідта-Кьярі, має шестеро дітей.